# 정규수 (수론)
정규수(Normal number)는 수론에서 어떤수 x 가 다른 모든 진법의 숫자에서 균일한 분포를 이루는 경우, 이 실수 x를 말한다. 이것은 실수 x 가 그 각각의 진법으로 변환되어도 모두 그 진법에서 그 숫자가 나올 확률이 여전히 같고,  늘어난 자리수로  이루어진 숫자가 나올 확률도 또한 여전히 자리수에 상관없이 같다는것을 의미한다.
따라서 만약 어떠한 실수 x가 b진법에서 이러한 숫자가 균일한 분포를 이루게 될 경우 그 실수는 b진법에서 정규수임을 만족한다고 한다.

## 예
거의 모든 실수가 정규수라는 일반적인 증명이 주어지지만 (이것의 예외 집합은 르베그 측도 값이 0이라는 의미에서),이 증명은 구성적 증명은 아니며 아직은  몇몇 소수의 특정 숫자 만이 해당하는 것으로 나타났다. 예를 들면, 차이틴 상수는 정규수(그리나 계산 불가능)이다. 한편 계산 가능한 수인 {\displaystyle {\sqrt {2}}} , π 및 e는 정규수라고 믿어 지지만 그에 대한 증명은 아직 파악하기 어렵다.

## 같이 보기
- 초월수
- 챔퍼나운 수
- 드브루인 수열(De Bruijn sequence)
- 무한 원숭이 정리
- 바벨도서관(The Library of Babel)
- 위법 수(Illegal number)

## 참고
- J. Roger Hindley, "The Root-2 Proof as an Example of Non-constructivity", unpublished paper, September 2014,  2014-10-23 at the Wayback Machine
- Mark van Atten, 2015, "Weak Counterexamples", Stanford Encyclopedia of Mathematics